# 弗拉迪斯拉夫·巴斯科夫
弗拉迪斯拉夫·巴斯科夫（Vladislav Baskov，1975年12月20日—），在中国被称为拉德，是一名已退役的俄罗斯足球运动员。拉德司职中场，拼抢积极，是典型的工兵型球员。
拉德起步于当时在欧洲足坛还并不出名的圣彼得堡泽尼特。1996年，他曾经效力于中国甲A联赛上海申花，次年又跟随主教练徐根宝转去甲B联赛广州松日，帮助球队冲入甲A，此后即返回俄罗斯国内效力。2007年赛季结束后退役。